# Affrontements de Mardakert de 2008
Conflit frontalier au Haut-Karabagh
Batailles
- Guerre de 1988-1994
- Affrontements de Mardakert de 2008
- Affrontements de 2010
- Affrontements de Mardakert de 2010
- Affrontements de 2012
- Affrontements de 2014
- Destruction d'un hélicoptère en 2014
- Guerre d'Avril
- Affrontements de 2018
- Affrontements de juillet 2020
- Guerre de 2020
- Opération Farukh
- Guerre de 2023

Les affrontements de Mardakert en 2008 débutent le 4 mars après les manifestations postélectorales arméniennes de 2008. Il s'agit des combats les plus violents entre les forces armées du Haut-Karabagh et azerbaïdjanaises sur la région contestée du Haut-Karabagh, depuis le cessez-le-feu de 1994 après la première guerre du Haut-Karabakh.
Des sources arméniennes accusent l'Azerbaïdjan d'essayer de profiter des troubles en cours en Arménie[réf. souhaitée]. Des sources azerbaïdjanaises accusent quant à elles l'Arménie, affirmant que le gouvernement arménien tente de détourner l'attention des tensions internes en Arménie[réf. souhaitée].
À la suite de l'incident, le 14 mars, l'Assemblée générale des Nations unies, par un vote enregistré de 39 pour contre 7 contre, adopte la résolution 62/243 exigeant le retrait immédiat de toutes les forces arméniennes des territoires dits « occupés », et rappelant la nécessité d'un gouvernement démocratique et autonome dans la région.